# Tenkana
Genre
Tenkana est un genre d'araignées aranéomorphes de la famille des Salticidae.

## Répartition
Les espèces de ce genre se rencontrent en Inde et au Sri Lanka.

## Liste des espèces
Selon World Spider Catalog (version 25.5, 29/10/2024) :
- Tenkana arkavathi (Caleb, 2022)
- Tenkana jayamangali Caleb & Marathe, 2024
- Tenkana manu (Caleb, Christudhas, Laltanpuii & Chitra, 2014)

## Systématique et taxinomie
Ce genre a été décrit dans la famille des Salticidae en 2024 par Kiran Marathe (d), Wayne P. Maddison (d) et John T. D. Caleb (d) et ce dans une publication coécrite avec B. G. Nisha (d), Chinmay C. Maliye (d), Y. T. Lohit (d) et Krushnamegh Kunte (d).

### Étymologie
Le nom générique Tenkana signifie « sud » en langue kannada, et fait référence à ce que toutes les espèces de ce genre connues à ce jour se rencontrent exclusivement dans le Sud du sous-continent indien.

### Publication originale
- (en) Kiran Marathe, John T. D. Caleb, Wayne P. Maddison, B. G. Nisha, Chinmay C. Maliye, Y. T. Lohit et Krushnamegh Kunte, « Tenkana, a new genus of jumping spiders (Salticidae, Plexippina) from South Asia, with the new Indian species Tenkana jayamangali », ZooKeys, Bulgarie, vol. 1215,‎ 11 octobre 2024, p. 91-106 (ISSN 1313-2989, e-ISSN 1313-2970, DOI 10.3897/zookeys.1215.133522, lire en ligne, consulté le 29 octobre 2024).